# 馮該
馮 該（ふう がい、生年不詳 - 405年）は、東晋・桓楚の軍人。東晋・桓楚に仕えて、前秦の皇帝苻丕、東晋の雍州刺史楊佺期を討ち取るなど、各地の戦いで活躍した。

## 生涯
東晋に仕え、揚威将軍に任じられていた。
太元11年（386年）10月、苻丕は数千騎を率いて洛陽侵攻を目論んでいた。荊州刺史桓石民は馮該に迎撃を命じた。馮該は前秦軍を破り、苻丕を討ち取り、皇太子苻寧・長楽王苻寿・左僕射王孚・吏部尚書苟操を捕らえた。苻丕の首級と苻寧らを建康へ送った。
隆安3年（399年）12月、広州刺史殷仲堪・雍州刺史楊佺期が反乱を起こし、江州刺史桓玄と戦った。桓玄に属していた馮該は、襄陽に逃走中の楊佺期とその兄の楊広を捕らえて殺害、首級を建康に送った。殷仲堪は楊佺期の死を聞き、数百の将兵とともに長安へ向かい、冠軍城に至った。馮該はこれを追って捕らえると、柞溪で殷仲堪に自殺を迫った。殷仲堪は自殺、殷道護を殺害した。
隆安5年（401年）12月、桓振・皇甫敷とともに湓口の守りに就いた。
元興元年（402年）2月、桓玄は司馬道子とその子の司馬元顕を倒すべく建康へ進軍した。馮該らは襄城郡太守司馬休之が守る歴陽を攻めた。歴陽と洞浦の連絡路を断ち、豫州の船艦を焼いた。司馬休之の軍は潰滅、司馬休之は城を捨てて逃走した。馮該・苻宏・皇甫敷・索元らと姑孰で前将軍司馬尚之（司馬休之の兄）と戦い、勝利した。
元興2年（403年）9月、殷仲堪の一党であった新野の人の庾仄が蜂起、雍州刺史に任じられていた馮該が守る襄陽を攻撃した。敗れた馮該は逃走した。12月、丞相桓玄は桓楚を建国、鎮東将軍に任じられ、魚復侯に封じられた。
元興3年（404年）5月、馮該は桓楚への反乱軍との交戦を勧めたが、桓玄は従わなかった。輔国将軍何無忌が江陵へ侵攻した。鎮西将軍桓振とともに霊渓で何無忌に大勝、千余人を討ち取った。何無忌は尋陽へ敗走した。10月、桓振は馮該に夏口の東岸を守らせた。冠軍将軍劉毅・振武将軍劉道規らに敗れ、輔国将軍桓仙客とともに石城へ敗走した。
義熙元年（405年）1月、桓振は衛将軍桓謙・馮該に江陵を守らせた。豫章口で劉毅・劉道規らに敗れた馮該と桓謙は城を捨てて逃走した。建威将軍劉懐粛が追撃して、石城で討ち取られた。